# SN 2005O
SN 2005O – supernowa typu Ib odkryta 16 stycznia 2005 roku w galaktyce NGC 3340. W momencie odkrycia miała maksymalną jasność 16,10m.